# Herb województwa tarnopolskiego

Herb województwa tarnopolskiego
"Tarcza dwudzielna - w polu prawym białym złote słońce; w polu lewym czerwonym gryf biały w koronie złotej, zwrócony w lewo, ze skrzydłami i łapami przednimi wspiętymi do góry."
Było to połączenie herbów województw I Rzeczypospolitej: podolskiego i bełskiego.